# White Christmas (musikalbum)
White Christmas är en samling av julsånger inspelade av Bing Crosby, första gången släppt 1945. Nyare versioner har utkommit, och albumet är, efter Elvis' Christmas Album från 1957, tidernas bäst säljande julalbum.

## Låtlista
1. "Silent Night," inspelad 19 mars 1947 med John Scott Trotter and His Orchestra och the Ken Darby Singers.
2. "Adeste Fideles," inspelad 8 juni 1942 av John Scott Trotter and His Orchestra och Max Terr's Mixed Chorus.
3. "White Christmas," inspelad 19 mars 1947 av John Scott Trotter and His Orchestra och the Ken Darby Singers.
4. "God Rest Ye Merry Gentlemen," inspelad 8 juni 1942 med John Scott Trotter and His Orchestra och Max Terr's Mixed Chorus.
5. "Faith of Our Fathers," inspelad 8 juni 1942 med John Scott Trotter and His Orchestra och Max Terr's Mixed Chorus.
6. "I'll Be Home For Christmas," inspelad 1 oktober med John Scott Trotter and His Orchestra.
7. "Jingle Bells," inspelad 27 september 1943 med Andrews Sisters och Vic Schoen and His Orchestra.
8. "Santa Claus is Comin' to Town," inspelad 27 september 1943 med the Andrews Sisters och Vic Schoen and His Orchestra.
9. "Silver Bells," inspelad 8 september 1950 med Carol Richards och John Scott Trotter and His Orchestra.
10. "It's Beginning to Look Like Christmas," inspelad 1 oktober 1951 med John Scott Trotter and His Orchestra and Jud Conlon's Rhythmaires.
11. "Christmas in Killarney," inspelad 1 oktober 1951 med John Scott Trotter and His Orchestra and Jud Conlon's Rhythmaires.
12. "Mele Kalikimaka," inspelad 7 september 1950 med the Andrews Sisters and Vic Schoen and His Orchestra.